# Elymnias climena
Elymnias climena är en fjärilsart som beskrevs av Talbot 1932. Elymnias climena ingår i släktet Elymnias och familjen praktfjärilar. Inga underarter finns listade i Catalogue of Life.